# دييغو سيرفانتيس
دييغو سيرفانتيس (بالإسبانية: Diego Alberto Cervantes)‏ (30 أغسطس 1984 بمدينة مكسيكو في المكسيك - ) هو لاعب كرة قدم مكسيكي في مركز الدفاع. لعب مع أتلانتي إف سي ونادي أمريكا ونادي بويبلا ونادي سان لويس ونادي مونتيري ونادي نيكاكسا وأتليتكو سان لويس وDelfines F.C. ‏ وLobos BUAP ‏ ونادي كيريتارو.

## روابط خارجية
- دييغو سيرفانتيس على موقع قاعدة بيانات كرة القدم.إي يو (الإنجليزية)
- دييغو سيرفانتيس على موقع Soccerway.com (الإنجليزية)